# Arik Shivek
Arik Shivek, (en hébreu : אריק שיבק), né en 1956, à Netanya, en Israël, est un entraîneur israélien de basket-ball.